# هان جرو
هان جرو (بالكورية: 한그루)‏ هي ممثلة ومغنية كورية جنوبية. ولدت يوم 30 مايو 1992 في ناميانغجو في كوريا الجنوبية.

## روابط خارجية
- هان جرو على موقع IMDb (الإنجليزية)
- هان جرو على موقع قاعدة بيانات الفيلم (الإنجليزية)